# آقاسی سارگسیان
آقاسی سوقومونی سارگسیان (ارمنی: Աղասի Սողոմոնի Սարգսյան؛ زادهٔ ۱۵ ژانویهٔ ۱۹۰۵ - درگذشته فوریهٔ ۱۹۸۵) یک سیاستمدار اهل ارمنستان است که از تاریخ اکتبر ۱۹۴۳	تا ۲۹ مارس ۱۹۴۷	تاریخ سمت ریاست شورای کمیساریای خلق و ریاست شورای وزرا (نخست‌وزیری ارمنستان) را برعهده داشت.

## زندگی‌نامه
در ۱۵ ژانویهٔ ۱۹۰۵ در یغگنادزور به دنیا آمد . وی همچنین برنده نشان لنین، نشان جنگ میهنی (درجه یک) و نشان پرچم سرخ کار شده‌است. وی در فوریهٔ ۱۹۸۵ در سن ۸۰ سالگی در مسکو درگذشت.

## نگارخانه

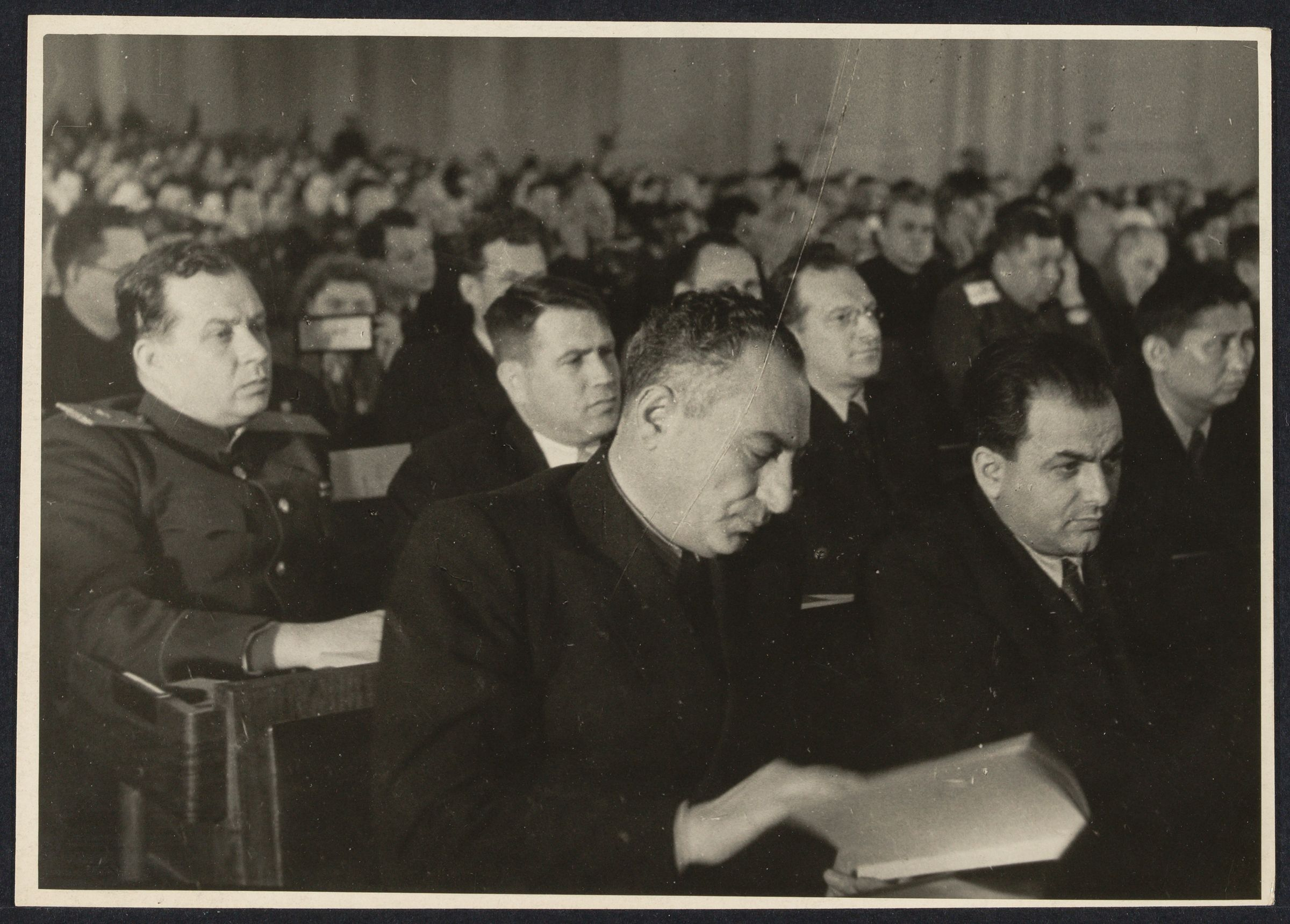
گریگور هاروتیونیان و آقاسی سارگسیان